# Leena Peltonen-Palotie
Leena Peltonen-Palotie (Helsinki, 1952 - Helsinki, 2010) fue una genetista finlandesa que contribuyó a la identificación de 15 genes de las enfermedades hereditarias finlandesas, tales como la hipertensión arterial, la esquizofrenia, la intolerancia a la lactosa, la artrosis y la esclerosis múltiple. Considerada entre los genetistas moleculares más importantes del mundo.

## Biografía
Peltonen-Palotie nació en Helsinki, pero su familia se mudó a Oulu cuando apenas tenía cinco años. Completó su educación secundaria en el Liceo Co-educativo Finlandés de Oulu, graduándose en 1971. Peltonen-Palotie pasó a estudiar medicina, recibiendo su licenciatura en Medicina en 1976, y completó su tesis doctoral en la Universidad de Oulu en 1978.
Trabajó en el Instituto Nacional de Salud Pública de Finlandia entre 1987 y 1998. De 1998 a 2002 ayudó a fundar el Departamento de Genética Humana de la UCLA. Fue docente en la Academia de Finlandia desde 2003. En 2005 Peltonen-Palotie empezó a trabajar en la Universidad de Helsinki y el Instituto Nacional de Salud Pública de Finlandia. También fue directora del proyecto en el proyecto de la UE GenomEUtwin que se formó para definir y caracterizar los componentes genéticos en diferentes enfermedades. En 2004 se convirtió en miembro del Consejo de Administración de Orion Corporation, la mayor compañía farmacéutica finlandesa. En 2007, Peltonen-Palotie se unió al Instituto Wellcome Trust Sanger como directora de Genética Humana. También dirigió grupos de investigación en el Broad Institute del Instituto de Tecnología de Massachusetts (MIT) y la Universidad de Harvard.
Peltonen-Palotie publicó más de 500 artículos de investigación y fue mentora de más de 70 estudiantes de doctorado en su carrera. Murió el 11 de marzo de 2010 de cáncer óseo.

## Premios
- Además de numerosos premios académicos recibió un título honorario de la Facultad de Medicina de la Universidad de Uppsala en 2000 y la Universidad de Joensuu.[7]
- En 2004, el programa de televisión finlandés, Suuret suomalaiset, catalogó a Peltonen-Palotie como el 77 de los 100 finlandeses más importantes de todos los tiempos.
- En 2006, Peltonen-Palotie recibió el premio belga Prix van Gysel y los premios suecos Stora Fernströmpriset. En 2009, recibió el título honorario finlandés de Académico de Ciencia.[6]
- En el Día Internacional de la Mujer 2010, sus logros fueron honrados en forma de un sello de franqueo conmemorativo emitido por la casa de correos finlandesa.
- Se crea el Premio Leena Peltonen por la Excelencia en Genética Humana en su honor.[8]